# Ізраїль на літніх Олімпійських іграх 1996
Ізраїль на літніх Олімпійських іграх 1996 року, які проходили в американському місті Атланта, був представлений 25 спортсменами (18 чоловіками та 7 жінками) у 10 видах спорту. Прапороносцем на церемоніях відкриття та закриття Олімпійських ігор була фехтувальниця Лідія Гатуель-Цукерманн.
Ізраїль водинадцяте взяв участь у літніх Олімпійських іграх. Ізраїльські спортсмени завоювали одну бронзову медаль у вітрильному спорті. Збірна Ізраїлю посіла 71-ше неофіційне загальнокомандне місце.

## Медалісти
| Медаль | Спортсмен   | Вид спорту       | Дисципліна         |
| ------ | ----------- | ---------------- | ------------------ |
| Бронза | Гал Фрідман | Вітрильний спорт | містраль, чоловіки |

## Бокс
| Категорія | Спортсмен        | 1-й раунд                    | 2-й раунд          | Чвертьфінал        | Півфінал           | Фінал              | Місце |
| Категорія | Спортсмен        | Суперник Результат           | Суперник Результат | Суперник Результат | Суперник Результат | Суперник Результат | Місце |
| --------- | ---------------- | ---------------------------- | ------------------ | ------------------ | ------------------ | ------------------ | ----- |
| до 51 кг  | Владислав Нейман | Булат Жумадилов (KAZ) L 7-18 | не пройшов         | не пройшов         | не пройшов         | не пройшов         |       |

## Боротьба
Чоловіки
Греко-римська боротьба
| Спортсмен       | Дисципліна | Раунд 1                  | Раунд 2                  | Раунд 3            | Чвертьфінал        | Півфінал                 | Раунд 6                       | Бій за 5 місце         | Бій за 5 місце |
| Спортсмен       | Дисципліна | Суперник Результат       | Суперник Результат       | Суперник Результат | Суперник Результат | Суперник Результат       | Суперник Результат            | Суперник Результат     | Місце          |
| --------------- | ---------- | ------------------------ | ------------------------ | ------------------ | ------------------ | ------------------------ | ----------------------------- | ---------------------- | -------------- |
| Гоша Ціціашвілі | −82 кг     | Туомо Каріла (FIN) W 2–0 | Парк Мюн-Сук (KOR) W 4–1 | Bye                | Bye                | Томас Зандер (GER) L 1–3 | Даулет Турлиханов (KAZ) L 0–4 | Мартін Лідберг (SWE) W | 5              |

## Важка атлетика
| Спортсмен             | Дисципліна | Ривок (kg) | Поштовх (кг) | Разом (кг) | Місце |
| --------------------- | ---------- | ---------- | ------------ | ---------- | ----- |
| В'ячеслав Івановський | 99 кг      | —          | —            | —          | —     |

## Веслування на байдарках і каное
|       | Дисципліна             | Спортсмен  | Раунд             | Час      | Результат | Прим. |
| ----- | ---------------------- | ---------- | ----------------- | -------- | --------- | ----- |
| Жінки | 500 метрів, K-1, жінки | Ліор Кармі | Гіт               | 1:57.675 | 6 місце   |       |
| Жінки | 500 метрів, K-1, жінки | Ліор Кармі | Відбірковий раунд | 2:05.737 | 4 місце   |       |
| Жінки | 500 метрів, K-1, жінки | Ліор Кармі | Півфінал          | 1:54.899 | 7 місце   |       |

## Вітрильний спорт
Чоловіки
| Спортсмен             | Клас     | Заплив | Заплив | Заплив | Заплив | Заплив | Заплив | Заплив | Заплив | Заплив | Заплив | Заплив | Сума балів | Місце |
| Спортсмен             | Клас     | 1      | 2      | 3      | 4      | 5      | 6      | 7      | 8      | 9      | 10     | M*     | Сума балів | Місце |
| --------------------- | -------- | ------ | ------ | ------ | ------ | ------ | ------ | ------ | ------ | ------ | ------ | ------ | ---------- | ----- |
| Гал Фрідман           | містраль | 1      | 6      | 5      | 3      | 10     | 1      | 9      | 4      | 1      | —      | —      | 21         | 3     |
| Нір Шантал Ран Шантал | 470      | 17     | 13     | 29     | 6      | 6      | 26     | 19     | 37     | 22     | 9      | 14     | 132        | 19    |

Жінки
| Спортсмен                 | Клас | Заплив | Заплив | Заплив | Заплив | Заплив | Заплив | Заплив | Заплив | Заплив | Заплив | Заплив | Сума балів | Місце |
| Спортсмен                 | Клас | 1      | 2      | 3      | 4      | 5      | 6      | 7      | 8      | 9      | 10     | M*     | Сума балів | Місце |
| ------------------------- | ---- | ------ | ------ | ------ | ------ | ------ | ------ | ------ | ------ | ------ | ------ | ------ | ---------- | ----- |
| Анат Фабрикант Шані Кедмі | 470  | 8      | 15     | 23     | 7      | 10     | 14     | 23     | 13     | 10     | 13     | 3      | 93         | 12    |

## Дзюдо
| Спортсмен   | Категорія        | Попередній раунд        | 1/32                        | 1/16               | Чвертьфінал        | Півфінал           | Втішний раунд 1    | Втішний раунд 2            | Втішний раунд 3       | Фінал / ББ         | Фінал / ББ |
| Спортсмен   | Категорія        | Суперник Результат      | Суперник Результат          | Суперник Результат | Суперник Результат | Суперник Результат | Суперник Результат | Суперник Результат         | Суперник Результат    | Суперник Результат | Місце      |
| ----------- | ---------------- | ----------------------- | --------------------------- | ------------------ | ------------------ | ------------------ | ------------------ | -------------------------- | --------------------- | ------------------ | ---------- |
| Орен Смаджа | −78 кг, чоловіки | Іраклій Узнадзе (TUR) L | не пройшов                  | не пройшов         | не пройшов         | не пройшов         | не пройшов         | не пройшов                 | не пройшов            | не пройшов         | не пройшов |
| Яель Арад   | −61 кг, жінки    | Біргіт Блюм (LIE) W     | Валентина Комсулева (KAZ) W | Юко Емото (JPN) L  | Bye                | Bye                | Bye                | Тетяна Богом'якова (RUS) W | Сара Альварес (ESP) W | Чон Сонсук (KOR) L | 5          |

## Легка атлетика
| Дисципліна                   | Спортсмен            | Раунд        | Час     | Результат | Прим. |
| ---------------------------- | -------------------- | ------------ | ------- | --------- | ----- |
| потрійний стрибок, чоловіки  | Рогель Нахум         | Кваліфікація | 16.67 м | 17 місце  |       |
| стрибки у висоту, чоловіки   | Констянтин Матусевич | Кваліфікація | 2.26 м  | 17 місце  |       |
| стрибки з жердиною, чоловіки | Денні Краснов        | Кваліфікація | 5.60 м  | 12 місце  |       |
| стрибки з жердиною, чоловіки | Денні Краснов        | Фінал        | 5.60 м  | 11 місце  |       |
| стрибки з жердиною, чоловіки | Констянтин Семьонов  | Кваліфікація | 5.40 м  | 20 місце  |       |

## Плавання
Чоловіки
| Дисципліна                   | Спортсмен                                       | Раунд              | Час     | Місце  | Прим. |
| ---------------------------- | ----------------------------------------------- | ------------------ | ------- | ------ | ----- |
| 50 м вільним стилем          | Йоав Брук                                       | Відбірковий заплив | 23.22   | 24     |       |
| 100 м вільним стилем         | Йоав Брук                                       | Відбірковий заплив | 50.61   | 22     |       |
| 100 м на спині               | Ейтан Урбах                                     | Відбірковий заплив | 56.74   | 22     |       |
| 100 м брасом                 | Вадим Алексеєв                                  | Відбірковий заплив | 1:02.92 | 18     |       |
| 200 м брасом                 | Вадим Алексеєв                                  | Відбірковий заплив | 2:20.47 | 26     |       |
| 100 м батерфляєм             | Ден Катлер                                      | Відбірковий заплив | 55.11   | 31     |       |
| комбінована естафета 4×100 м | Ейтан Урбах Вадим Алексеєв Ден Катлер Йоав Брук | Відбірковий заплив | 3:42.24 | 8Q, NR |       |
| комбінована естафета 4×100 м | Ейтан Урбах Вадим Алексеєв Ден Катлер Йоав Брук | Фінал              | 3:42.90 | 8      |       |

## Стрільба
Чоловіки
| Спортсмен          | Дисципліна                      | Кваліфікація | Кваліфікація | Фінал      | Фінал      |
| Спортсмен          | Дисципліна                      | Бали         | Місце        | Бали       | Місце      |
| ------------------ | ------------------------------- | ------------ | ------------ | ---------- | ---------- |
| Борис Поляк        | пневматична гвинтівка, 10 м     | 581          | 33           | не пройшов | не пройшов |
| Борис Поляк        | гвинтівка, 50 м з трьох позицій | 1162         | 22           | не пройшов | не пройшов |
| Борис Поляк        | гвинтівка, 50 м лежачи          | 594          | 20           | не пройшов | не пройшов |
| Гай Старік         | гвинтівка, 50 м з трьох позицій | 1164         | 13           | не пройшов | не пройшов |
| Гай Старік         | гвинтівка, 50 м лежачи          | 593          | 26           | не пройшов | не пройшов |
| Алекс Тріпольський | пневматичний пістолет, 10 м     | 572          | 39           | не пройшов | не пройшов |
| Алекс Тріпольський | пістолет, 50 м                  | 558          | 16           | не пройшов | не пройшов |

## Фехтування
Жінки
| Дисципліна           | Спортсмен                                          | 1/64                         | 1/32                             | 1/16                             | Чвертьфінал        | Півфінал           | Фінал              | Фінал |
| Дисципліна           | Спортсмен                                          | Суперник Результат           | Суперник Результат               | Суперник Результат               | Суперник Результат | Суперник Результат | Суперник Результат | Місце |
| -------------------- | -------------------------------------------------- | ---------------------------- | -------------------------------- | -------------------------------- | ------------------ | ------------------ | ------------------ | ----- |
| індивідуальна рапіра | Лідія Гатуель-Цукерманн                            | не змагалась                 | Феліція Ціммерманн (USA) W 15–12 | Моніка Вебер-Косто (GER) L 13–15 | не пройшла         | не пройшла         | не пройшла         | 13    |
| індивідуальна рапіра | Аєлет Огайон                                       | Кармен Родрігес (GUA) W 15–2 | Сабіне Бау (GER) L 10–15         | не пройшла                       | не пройшла         | не пройшла         | не пройшла         | 26    |
| індивідуальна рапіра | Лілах Паріскі                                      | Яніна Іаннуцці (ARG) W 15–7  | Лаура Бадя-Карлеску (ROU) L 5–15 | не пройшла                       | не пройшла         | не пройшла         | не пройшла         | 30    |
| командна рапіра      | Лідія Гатуель-Цукерманн Аєлет Огайон Лілах Паріскі | Bye                          | Bye                              | Китай · L 29–45                  | не пройшли         | не пройшли         | не пройшли         | 9     |